# Seeschlacht bei Kap Bon (468 n. Chr.)
In der Seeschlacht bei Kap Bon (Promunturium Mercurii) trafen die verbündeten Flotten des weströmischen und oströmischen Reiches 468 n. Chr. unter dem Befehl des Basiliskos auf die vandalische Flotte in der Nähe von Karthago. Die Invasion des Vandalenreiches war eine der größten Militäroperationen in der Geschichte; sie war ein amphibisches Unternehmen und bot auf römischer Seite wohl über 1.000 Schiffe und 100.000 Soldaten auf. Das Ziel der Invasion war es, den Vandalenkönig Gaiserich für die Plünderung Roms im Jahr 455 zu bestrafen, bei welcher die Kaiserin Licinia Eudoxia (Witwe des Kaisers Valentinian III.) und ihre Töchter als Geiseln genommen worden waren. Vor allem aber sollte die Gefahr, die von den seefahrenden Vandalen ausging, beseitigt werden.

## Hintergrund
Das Vorhaben wurde vom Ostkaiser Leo, dem Kaiser des Westreiches Anthemius und General Marcellinus (der in der Provinz Illyricum eine relative Unabhängigkeit genoss) geplant. Basiliskos hatte den Auftrag, direkt nach Karthago zu segeln, während Marcellinus Sardinien angriff. Ein dritter Heeresteil unter Heraclius von Edessa landete an der libyschen Küste östlich von Karthago und rückte rasch auf die Stadt vor. Die vereinten Flotten trafen sich anscheinend in Sizilien.
Antike und moderne Historiker geben unterschiedliche Zahlen über die Größe der Flotte und Armee des Basiliskos an sowie über die aufgewandten Kosten. Beide waren äußerst hoch. Theophanes spricht von 100.000 Schiffen, der verlässlichere Georgios Kedrenos berichtet von 1.113 Schiffen, jedes mit 100 Soldaten bemannt. Die Quellen sind jedenfalls nicht sehr genau und neigen bisweilen zu sehr übertriebenen Angaben. Moderne Schätzungen gehen von rund 1.100 Schiffen mit 30.000 (diese niedrige Schätzung nimmt Peter J. Heather an) bis 100.000 Soldaten aus. Der Aufwand war jedenfalls immens, was die Ernsthaftigkeit der Operation unterstreicht.

## Schlacht
Sardinien und Libyen waren bereits von Marcellinus und Heraclius besetzt, als Basiliskos den Anker bei Promontorium Mercurii (heute Kap Bon gegenüber von Sizilien) werfen ließ, unweit von Karthago. Geiserich bat Basiliskos um fünf Tage, um ein Friedensangebot aushandeln zu können. Während die Verhandlungen andauerten, versammelte Geiserich seine Schiffe und griff die römische Flotte an. Die Vandalen hatten viele Schiffe mit brennbarem Material gefüllt. Im Schutze der Nacht ließ man diese unbemannten Brander in die römische Flotte treiben. Die oströmischen Befehlshaber versuchten, einige Schiffe vor den Flammen zu retten, doch andere vandalische Schiffe behinderten ihre Versuche. Basiliskos floh während der Schlacht.

## Folgen
Die Hälfte der römischen Flotte verbrannte, wurde zerstört oder von den Vandalen erobert, die andere Hälfte folgte Basiliskos. Heraclius zog sich nach Tripolitanien zurück, wo er zwei Jahre aushielt, bis er zurückgerufen wurde; Marcellinus zog sich nach Sizilien zurück, wurde aber (vielleicht auf Geheiß von Ricimer) von einem seiner eigenen Kapitäne ermordet; worauf der Vandalenkönig seine Überraschung und Freude bekundete, dass die Römer selbst ihren fähigsten General beseitigt hätten.
Basiliskos kehrte nach Konstantinopel zurück und suchte Kirchenasyl in der Hagia Sophia, um dem Volkszorn und der Rache des Kaisers zu entgehen. Aufgrund des Einsatzes von Verina wurde Basiliskos begnadigt und nur mit Verbannung nach Heraclea Sintica in Thrakien bestraft.